# Ауди R8
Ауди R8 је спортски аутомобил са мотором на средини шасије који производи немачки произвођач аутомобила Ауди. Заснива се на концептном Ауди Ле Ман кватро аутомобилу, који се први пут појавио на Међународним салонима аутомобила у Женеви и Франкфурту 2003. године. R8 је званично представљен на салону аутомобила у Паризу септембра 2006. године. 
Аутомобил је ексклузивно дизајнирала, развила и произвела приватна подружна Аудијева компанија која производи аутомобиле и аутомобилске делове високих перформанси, Ауди Спорт ГмбХ (раније кватро ГмбХ) и базира се на модел Ламборгини гаљардо, а тренутно друга генерација на платформи модела хуракан. Основна конструкција R8 се темељи на алуминијској самоносећој каросерији, који је изграђен по принципима свемирске конструкције. Аутомобил се производи у месту Некарсулм, у Немачкој.
Да би произвели модел R8, 70 радника ручно склапа 5.000 различитих делова. Фабрика у Некарсулму је преуређена за 28 милиона евра и обично производи између осам и петнаест аутомобила дневно, до максималне дневне производње од 29 аутомобила. У свакој фази производње мале групе стручњака пажљиво прате уградњу свих делова и компоненти возила. Овакав приступ осигурава да сва возила буду у складу са Аудијевим највишим стандардима квалитета.
Често долази до забуне са тркачким аутомобилом R8 (LMP), који је освојио пет пута престижну трку 24 часа Ле Мана. Тренутно се производи друга генерација од 2015. године ознаке тип 4S, прва генерација се производила од 2006. до 2015. године и имала је ознаку тип 42.